# Le Football pour l’Amitié
Le Football pour l'Amitié (en anglais : Football for Friendship) est un programme annuel international et social à destination des enfants organisé par Gazprom PJSC. L'objectif du programme est de cultiver chez la jeune génération des valeurs importantes et un intérêt pour un mode de vie sain grâce au football. Dans le cadre du programme, des footballeurs âgés de 12 ans venant de différents pays participent au Forum annuel international pour les enfants, à la Coupe du monde de football pour l'Amitié et à la Journée internationale du football et de l'Amitié. Le programme est soutenu par des sociétés comme la FIFA, l’UEFA, l’ONU, le Comité olympique et le Comité paralympique, les chefs d’état, les gouvernements, les fédérations de football de différents pays, les fondations philanthropiques internationales, les organisations publiques et les principaux clubs de football du monde. 

## Histoire

### Le Football pour l'Amitié 2013
Le tout premier Forum international de Football pour l'Amitié pour les enfants s'est tenu le 25 mai 2013 à Londres et regroupait 670 enfants de 8 pays : Bulgarie, Grande-Bretagne, Hongrie, Allemagne, Grèce, de Russie, Serbie et Slovénie. La Russie était représentée par 11 équipes de football issues des 11 villes russes qui accueilleront les matches de la Coupe du monde de football en 2018. Les équipes juniors des clubs Zenith Saint-Pétersbourg, Chelsea, Schalke 04 et Crvena Zvezda, les lauréats de la journée sportive des enfants organisée par Gazprom et ceux du festival Fakel ont également pris part au forum.
Pendant le forum, les enfants ont échangé avec leurs camarades d'autres pays et des footballeurs célèbres et ont également assisté à la finale de la Ligue des champions de l'UEFA 2012-2013 au stade de Wembley.
Le forum a débouché sur une lettre ouverte dans laquelle les enfants ont répertorié les huit valeurs du programme : amitié, égalité, justice, santé, paix, loyauté, réussite et traditions. En septembre 2013, lors d'une réunion avec Vladimir Poutine et Vitaly Mutko, Sepp Blatter a confirmé avoir reçu la lettre et a déclaré qu'il était prêt à soutenir programme Le Football pour l'Amitié.

### Le Football pour l'Amitié 2014
La deuxième saison du programme Le Football pour l'Amitié s'est déroulée à Lisbonne du 23 au 25 mai 2014 et accueillait plus de 450 adolescents de 16 pays : Biélorussie, Bulgarie, Grande-Bretagne, Hongrie, Allemagne, Italie, Pays-Bas, Pologne, Portugal, Russie, Serbie, Slovénie, Turquie, Ukraine, France et Croatie. Les jeunes footballeurs ont participé au forum international Le Football pour l'Amitié, à un tournoi de football de rue et assisté à la finale de la Ligue des champions de l'UEFA 2013-2014. Le vainqueur du Tournoi international de football de rue 2014 fut l'équipe junior du Benfica (Portugal).
Cette deuxième saison du programme s'est terminée avec l'élection du leader du mouvement Le Football pour l'Amitié, en la personne du Portugais Felipe Suarez. En tant que leader du mouvement, il a assisté en juin 2014 au neuvième tournoi international de football junior organisé à la mémoire de Yuri Andreyevich Morozov.

### Le Football pour l'Amitié 2015
La troisième saison du programme international social Le Football pour l'Amitié s'est déroulée en juin 2015 à Berlin. Pour la première fois, des jeunes du continent asiatique, notamment les équipes de football juniors du Japon, de Chine et du Kazakhstan, ont participé au programme. Au total, les équipes juniors de 24 clubs de football de 24 pays ont participé à la troisième saison.
Les jeunes footballeurs se sont entretenus avec leurs camarades d'autres pays et des stars du football mondial comme l'ambassadeur mondial du programme, Franz Beckenbauer, et ont également participé au Tournoi international de football de rue regroupant les équipes juniors. Le vainqueur du Tournoi international de football de rue 2015 fut l'équipe junior du Rapid Vienne (Autriche).
Les événements de la troisième saison du programme Le Football pour l'Amitié ont été couverts par environ 200 journalistes de médias internationaux de premier plan, ainsi que par 24 jeunes journalistes d'Europe et d'Asie membres du Centre de presse international des enfants.
En 2015, le point d'orgue du programme fut la cérémonie de remise de la Coupe des neuf valeurs, remportée par le FC Barcelone (Espagne) Le vainqueur a été choisi par les enfants qui ont pris part au vote mondial organisé dans les 24 pays participants peu de temps avant le Forum.
À la fin du Forum, tous les participants ont sacrifié à la tradition en assistant à la finale de la Ligue des champions de l'UEFA 2014-2015 au Stade olympique de Berlin.

### Le Football pour l'Amitié 2016
Le coup d'envoi du programme social international à destination des enfants Le Football pour l'Amitié 2016 a été donné durant la conférence de presse en ligne Hangout, tenue le 24 mars à Munich avec la participation de l'ambassadeur mondial du programme, Franz Beckenbauer.
Au cours de la quatrième saison du programme, 8 nouvelles équipes juniors venant d'Azerbaïdjan, d'Algérie, d'Arménie, d'Argentine, du Brésil, du Vietnam, du Kirghizistan et de Syrie ont rejoint le programme, portant à 32 le nombre de pays participants
Le quatrième Forum international Le Football pour l'Amitié pour les enfants et le dernier match du Tournoi international de football de rue des enfants ont eu lieu les 27 et 28 mai 2016 à Milan. Le vainqueur du tournoi fut l'équipe du NK Maribor de Slovénie. À la fin du Forum, les participants ont respecté la tradition en assistant à la finale de la Ligue des champions de l'UEFA.  .
Fait historique, la quatrième saison du programme Le Football pour l'Amitié a connu la participation de jeunes footballeurs du club syrien Al-Wahda. L'intégration de l'équipe syrienne parmi les participants au programme et la participation des enfants syriens aux événements de Milan ont constitué une étape importante dans la lutte contre l'isolement humanitaire du pays. Le comité de rédaction arabe des sports de la chaîne de télévision internationale Russia Today a réalisé, avec le soutien de la Fédération syrienne de football, un film documentaire intitulé « Trois jours sans guerre » sur les enfants participant au projet. Le 14 septembre 2016, plus de 7 000 personnes ont assisté à la première du documentaire à Damas.

### Le Football pour l'Amitié 2018
En 2018, il a été décidé que la sixième saison du Football pour l'Amitié se déroulerait en Russie du 15 février au 15 juin. Parmi les participants au programme figurent de jeunes footballeurs et journalistes représentant 211 pays et régions du monde. Le coup d'envoi officiel a été donné par le tirage au sort public en direct pour la constitution des équipes de Football pour l'Amitié. Ainsi, 32 équipes internationales de football dénommées Équipes de l'Amitié ont été constituées.
En 2018, le Championnat du monde de Football pour l'Amitié a réuni 32 équipes internationales de l’Amitié. Pour la première fois dans l’histoire du projet, le Jeune commentateur syrien Iazn Takha a assuré le commentaire de la rencontre finale, et le Jeune arbitre russe Bogdan Bataline a arbitré le match.
L’équipe Chimpanzé, composée de Jeunes footballeurs originaires de Dominique, de Saint-Christophe-et-Niévès, du Malawi, de Colombie, du Bénin et de République démocratique du Congo, a remporté le Championnat du monde de Football pour l’Amitié 2018. Le Jeune entraîneur de la ville de Saransk (Russie) Vladislav Polyakov a coaché l’équipe nationale.
Le Forum international pour les enfants Le Football pour l’Amitié, qui s’est tenu le 13 juin dans le Centre d’océanographie et de biologie marine Moskvarium, a clos la sixième saison du Football pour l'Amitié. Viktor Zoubkov (Président du Conseil d’administration de Gazprom), Olga Golodets (Vice-présidente du gouvernement russe), Iker Casillas (joueur de football espagnol et capitaine de l’équipe d’Espagne), Aleksandr Kerjakov (joueur de football russe et entraîneur-chef de l’équipe nationale junior de Russie), les représentants de 54 ambassades du monde entier et d’autres invités ont assisté au Forum.
À cette occasion, les récompenses ont été décernées aux meilleurs Jeunes footballeurs de la sixième saison : Déo Kalenga Mwenzé de République démocratique du Congo (meilleur attaquant), Iamirou Oouru du Bénin (meilleur milieu de terrain), Ivan Volynkine du Pays de Galles (meilleur gardien de but) et Gustavo Cintra Rocha du Brésil (MVP).
Sheïkaly Asension de l’Aruba a été choisie la meilleure journaliste du Football pour l’Amitié pour l’année 2018. La fille a un blog visant à sensibilier les jeunes de l’Océanie aux problèmes écologiques.
La présentation du livre et une séance de dédicace d’Anania Kambodj d’Indie, participante à la saison précédente du programme, ont aussi eu lieu au cours du Forum. En 2017, une fois la cinquième saison du Football pour l’Amitié terminée, Anania a écrit un livre intitulé My journey from Mohali to St. Petersburg (Mon voyage de Mohali à Saint-Pétersbourg) où elle évoque son expérience de participation au programme en tant que Jeune journaliste. Elle fait notamment état des Neuf valeurs du programme qui aident à rendre le monde meilleur.
Le 14 juin, après la cérémonie de clôture du Forum international pour les enfants Le Football pour l’Amitié, les Jeunes footballeurs et journalistes ont participé à la cérémonie d’ouverture de la Coupe du monde de la FIFA 2018, tenue en Russie. Les enfants ont solennellement hissé le drapeau des 211 pays et régions ayant participé au programme cette année. Ensuite, les jeunes participants au Football pour l’Amitié ont regardé le match inaugural entre les équipes de Russie et d’Arabie saoudite.
Le président de la fédération de Russie Vladimir Poutine a invité Albert Zinnatov, le Jeune ambassadeur du Football pour l’Amitié originaire de Russie, dans sa loge pour regarder ensemble le match inaugural. Là, le jeune homme a parlé à Roberto Carlos, footballeur brésilien et champion du monde de football, et au footballeur espagnol Iker Casillas.
Plus de 1500 enfants et adolescents ont participé aux événements de  clôture à Moscou. Au total, 180 activités ont été organisées dans le cadre de la Sixième saison avec la participation de plus de 240 000 enfants.
Les représentants de l’Etat ont soutenu le projet en 2018. La Vice-présidente du gouvernement russe Olga Golodets a donné lecture du message de bienvenue au nom du Président de Russie Vladimir Poutine adressé aux participants et aux invités du Forum international pour les enfants. Le Président du gouvernement russe Dmitri Medvedev a envoyé un télégramme de bienvenue aux participants et aux invités du Sixième Forum international Le Football pour l’Amitié.
Au cours du briefing du 23 mai, Maria Zakharova, porte-parole du ministère russe des Affaires étrangères, a souligné que la communauté internationale perçoit aujourd’hui le projet Le Football pour l’Amitié comme une composante humanitaire importante de la politique sociale menée par la Russie à l’échelle internationale.
La FIFA s’est traditionnellement prononcée en faveur du Football pour l’Amitié, indiquant que le nombre total de participants et d’invités aux événements de clôture à Moscou était de 5 000.

### Le Football pour l'Amitié 2019
La septième saison du programme social international pour enfants « Football pour l'amitié» a été lancée le 18 mars 2019, les activités finales du programme ont eu lieu à Madrid du 28 mai au 2 juin.
La journée internationale du Football et de l'Amitié a été célébrée le 25 avril dans plus de 50 pays d'Europe, d'Asie, d'Afrique, d'Amérique du Nord et du Sud. La Fédération de Russie de football (RFS) a également participé à la célébration.
Le 31 mai, Madrid a accueilli l’entraînement de football le plus multinational au monde. À la suite de la séance d'entraînement, « Football pour l’amitié » a reçu le certificat officiel GUINNESS WORLD RECORDS.
Dans le cadre de la septième saison, 32 jeunes journalistes d'Europe, d'Afrique, d'Asie, d'Amérique du Nord et du Sud ont formé le centre international de presse pour enfants du programme « Football pour l’amitié », qui a couvert les activités finales du programme et participé à la préparation de documents en coopération avec les médias internationaux et nationaux.
Les participants de la septième saison ont présenté la Coupe « Neuf Valeurs » (prix du programme social international pour enfants « Football pour l’amitié ») au club de football « Liverpool » en tant qu'équipe la plus socialement responsable[réf. souhaitée].
Le 1er juin, le point culminant de la septième saison a eu lieu sur le terrain de football de l'UEFA Pitch à Madrid - le dernier match du championnat du monde du « Football pour l’amitié ». Selon ses résultats, l'équipe nationale  « le Couleuvre d'Antigua» a joué avec « le Diable de Tasmanie » avec un score de 1 à 1 en temps réglementaire puis à l'issue de la série de tirs au but a remporté le prix principal.

### Le Football pour l'amitié 2020
En 2020, les activités finales de la huitième saison du « Football pour l’amitié» ont eu lieu en ligne sur une plateforme numérique du 27 novembre au 9 décembre 2020. Plus de 10 000 participants de plus de 100 pays ont participé à des événements clés.
Pour la huitième saison du programme, un simulateur de football en ligne multijoueur Football for Friendship World a été développé, sur la base duquel a eu lieu le championnat du monde en ligne « Football pour l'amitié» 2020. Le jeu est disponible en téléchargement dans le monde entier à partir du 10 décembre 2020 - Journée mondiale du football. Les utilisateurs ont eu la possibilité de participer à des matchs selon les règles du « Football pour l’amitié », en s'unissant en équipes internationales. Le jeu multijoueur est basé sur les valeurs fondamentales du programme, telles que l'amitié, la paix et l'égalité[réf. souhaitée].
Le 27 novembre le tirage au sort du championnat du monde en ligne du « Football pour l’amitié » a eu lieu en 2020.
Du 28 novembre au 6 décembre, un camp d'amitié international en ligne avec des programmes éducatifs humanitaires et sportifs pour les enfants a été organisé.
Du 30 novembre au 4 décembre, ont eu lieu les sessions du forum international en ligne « Football pour l’amitié », au cours desquelles des projets de développement du sport pour enfants ont été présentés. Le jury d’experts a évalué la présentation des projets candidats au prix international du « Football pour l’amitié ».
Les 7 et 8 décembre, le championnat du monde en ligne « Football pour l’amitié » a eu lieu. Le championnat de cette année s'est déroulé en ligne sur une plateforme numérique et le simulateur de football multijoueur Football for Friendship a été spécialement développé à cet effet.[13]
Le 9 décembre a eu lieu la grande finale du « Football pour l’amitié ».
Une série de webinaires pour les enfants de différents pays à l'appui du 75e anniversaire de l'ONU a eu lieu au cours de la huitième saison du programme.
Au cours de la huitième saison du programme, l'émission hebdomadaire « Le stade est là où je suis » a été lancée en collaboration avec des freestylers de football du monde entier. Dans chaque épisode, les freestylers apprenaient à de jeunes ambassadeurs à effectuer des figures de football, et à la fin de chaque épisode, un concours pour la meilleure performance de figures était annoncé. L'émission s'est terminée par une master class mondiale en ligne, avec laquelle le programme «Football pour l'amitié» est devenu le détenteur du record du monde Guinness pour la deuxième fois en termes de nombre de participants impliqués (6 décembre 2020).
La rédaction des bonnes nouvelles - une émission hebdomadaire, lancée par de jeunes journalistes du «Football pour l'amitié», dans laquelle les enfants ont partagé des nouvelles positives du monde entier avec le public.

### Le Football pour l'amitié 2021
En 2021 les activités finales de la neuvième saison du programme international social «Football pour l'Amitié» se sont déroulées en ligne du 14 au 29 mai 2021 sur la plate-forme numérique «Football pour l'Amitié» et ont réuni plus de 200 pays.
Le tirage au sort publique du Championnat du monde en ligne «Football pour l'Amitié 2021» a eu lieu le 25 avril, Journée Internationale du Football et de l'Amitié.
La saison ont compris le Camp International d'Amitié en ligne avec des programmes éducatifs humanitaires et sportifs pour les enfants.
Pendant le Forum International en ligne «Football pour l'Amitié» des académies de football du monde entier ont présenté leurs projets en matière de développement du sport pour les enfants. À la suite des présentations un jury d'experts a déterminé les lauréats du Prix International du «Football pour l'Amitié» qui représentaient des académies de l'Afghanistan, de l'Inde, du Sri Lanka et du Togo.
Le Championnat du monde en ligne «Football pour l'Amitié» s'est déroulé sur la plate-forme du stimulateur de football multijoueur Football for Friendship World qui avait été spécialement développé à cet effet. La finale a été remportée par l'équipe Argali avec des joueurs d'Aruba, Belize, Guatemala, Costa Rica et Mexique.
Les participants de la neuvième saison ont établi le troisième record mondial (Guinness World Records) pour le plus grand nombre de visiteurs du stade virtuel.
Le Grand Final du «Football pour l'Amitié» a eu lieu le 29 mai.

### «Football pour l'Amitié»: Centre de presse international des enfants Euro 2020
Dans le cadre du Championnat d'Europe 2020, officiellement UEFA Euro 2020, le programme «Football pour l'Amitié» a pris l'initiative de créer un centre de presse international des enfants avec de jeunes journalistes du programme «Football pour l'Amitié» de onze pays hôtes du Championnat.
Ces jeunes journalistes ont assisté à tous les matchs dans leurs pays et en ont parlé aux millions de leurs pairs dans le monde à travers le prisme des Neufs Valeurs partagées par des millions de participants au programme.
Les jeunes journalistes ont reçu une formation dans l'École des Neufs Valeurs du programme «Football pour l'Amitié». Outre les valeurs, les cours ont porté sur les tendances contemporaines du journalisme sportif et mobile.

## Championnat du monde de Football pour l'Amitié
Le Tournoi international de football pour enfants se déroule dans le cadre du programme Le Football pour l'Amitié. Dénommées Équipes de l'amitié, les équipes participant au championnat sont constituées lors d'un tirage au sort public. Les équipes sont organisées.

## Forum international pour les enfants Le Football pour l'Amitié
Lors du Forum international pour les enfants Le Football pour l'Amitié, les jeunes participants du projet et des adultes discutent ensemble de la manière de promouvoir et d'étendre les valeurs du programme à travers le monde. Pendant le Forum, les enfants se rencontrent et s'entretiennent avec leurs camarades d'autres pays, des footballeurs célèbres, des journalistes et des personnalités publiques ; ils deviendront également plus tard de jeunes ambassadeurs qui continueront individuellement à promouvoir les valeurs universelles parmi leurs camarades.
En 2019 le Forum s'est transformé en une plate-forme pour l'échange d'expériences entre des experts en sport et éducation.
En 2020 dans le cadre du Forum on a lancé le Prix International du «Football pour l'Amitié».

## Centre de presse international des enfants
Une particularité du programme Le Football pour l'Amitié est de disposer de son propre Centre de presse international des enfants. Il a été mis en place pour la première fois dans le cadre du programme Le Football pour l'Amitié 2014. De jeunes journalistes du centre de presse couvrent les événements du programme dans leurs pays respectifs: élaboration des journaux d'information pour les médias sportifs nationaux et internationaux, participation à la création de contenus pour la chaîne de télévision Le Football pour l'Amitié, le journal pour enfants Le Football pour l'Amitié et la station de radio officielle du programme. Le Centre de presse international des enfants réunit les lauréats du concours national du meilleur jeune journaliste, de jeunes blogueurs, photographes et écrivains. Les jeunes journalistes du Centre de presse présentent le point de vue qu'ils se sont forgé au sein du programme et suivent le modèle « les enfants parlent des enfants».

## Journée internationale du Football et de l'Amitié
Dans le cadre du programme Le Football pour l'Amitié, la Journée internationale du Football et de l'Amitié se célèbre le 25 avril. En 2014, des matches amicaux, des rassemblements éclair, des marathons radio, des master class, des émissions télévisées, des sessions d'entraînement publiques, etc. ont eu lieu. Plus de 50 000 personnes ont pris part à la fête.
En 2016, la Journée du Football et de l'Amitié a été célébrée dans 32 pays.  
En 2017, la Journée du Football et de l'Amitié a été célébrée dans 64 pays. Des footballeurs célèbres, parmi lesquels le défenseur serbe Branislav Ivanovich et l'attaquant néerlandais Dirk Kuyt, ont participé aux manifestations organisées à travers le monde. En Grèce, Theodoras Zagorakis, vainqueur du Championnat d'Europe de football 2004 avec l'équipe nationale de son pays a participé à l'événement. En Russie, le Zenit FC a organisé une séance d'entraînement spéciale pour Zakhar Badyuk, le jeune ambassadeur du programme Le Football pour l'Amitié 2017. Lors des entraînements, le gardien de but du Zenit FC, Yury Lodygin, s'est dit très satisfait des capacités de Zakhar et a partagé avec lui ses secrets de gardien de but.

## Neuf valeurs du Football pour l’Amitié
Lors du Premier Forum international pour les enfants tenu le 25 mai 2013, les Jeunes ambassadeurs de Grande-Bretagne, d’Allemagne, de Slovénie, de Hongrie, de Serbie, de Bulgarie, de Grèce et de Russie ont élaboré les huit premières valeurs du projet - amitié, égalité, justice, santé, paix, loyauté, victoire et traditions - et les ont présentées dans une Lettre ouverte. Celle-ci a été envoyée aux chefs des organisations sportives internationales suivantes : la Fédération internationale de football (FIFA), l’Union des associations européennes de football (UEFA) et le Comité international olympique. En septembre 2013, au cours de sa rencontre avec Vladimir Poutine et Vitaly Moutko, Joseph Blatter a accuse réception de la lettre et s’est déclaré disposé à apporter son soutien au Football pour l’Amitié.
Ayant rejoint le programme en 2015, les participants venant de Chine, du Japon et du Kazakhstan ont proposé d’ajouter une neuvième valeur, l’honneur.

## La Coupe des neuf valeurs
La Coupe des neuf valeurs est une récompense décernée dans le cadre du Programme international social pour les enfants Le Football pour l'Amitié. Chaque année, la Coupe récompense le plus grand engagement envers les valeurs du projet : amitié, égalité, justice, santé, paix, loyauté, réussite, traditions et honneur. Des supporters du monde entier participent à la sélection du vainqueur, mais la décision finale est prise par vote des participants au programme Le Football pour l'Amitié. Clubs de football détenteurs de la Coupe des neuf valeurs : Barcelone (2015, 2020, 2021), Bayern Munich (2016), Al Wahda (Prix spécial), Real Madrid (2017), Équipe du Brésil de Football (Brésil, 2018), Liverpool (Angleterre, 2019).

## Bracelet de l'Amitié
Les jeunes participants au programme ont noué des bracelets de l'Amitié aux poignets de sportifs célèbres et de personnalités publiques, notamment : Dick Advocaat, Anatoly Timoshchuk et Luis Netu, Franz Beckenbauer, Luis Fernandez, Didier Drogba, Max Meyer, Fatma Samura, Leon Gorecka, Domenico Krishito, Michel Salgado, Alexander Kerzhakov, Dimas Pirros, Miodrag Bozovic, Adelina Sotnikova et Yuri Kamenets.

## Football pour l'Amitié 2021
En 2021 les activités finales de la neuvième saison du programme international social «Football pour l'Amitié» se sont déroulées en ligne du 14 au 29 mai 2021 sur la plate-forme numérique «Football pour l'Amitié» et ont réuni plus de 200 pays.
Le tirage au sort publique du Championnat du Monde en ligne «Football pour l'Amitié 2021» a eu lieu le 25 avril, Journée Internationale du Football et de l'Amitié.
La saison ont compris le Camp International d'Amitié en ligne avec des programmes éducatifs humanitaires et sportifs pour les enfants.
Pendant le Forum International en ligne «Football pour l'Amitié» des académies de football du monde entier ont présenté leurs projets en matière de développement du sport pour les enfants. À la suite des présentations un jury d'experts a déterminé les lauréats du Prix International du «Football pour l'Amitié» qui représentaient des académies de l'Afghanistan, de l'Inde, du Sri Lanka et du Togo.
Le Championnat du Monde en ligne «Football pour l'Amitié» s'est déroulé sur la plate-forme du stimulateur de football multijoueur Football for Friendship World qui avait été spécialement développé à cet effet. La finale a été remportée par l'équipe Argali avec des joueurs d'Aruba, Belize, Guatemala, Costa Rica et Mexique.
Les participants de la neuvième saison ont établi le troisième record mondial (Guinness World Records™) pour le plus grand nombre de visiteurs du stade virtuel.
Le Grand Final du «Football pour l'Amitié» a eu lieu le 29 mai

## «Football pour l'Amitié»: Centre de presse international des enfants EURO 2020
Dans le cadre du Championnat de l'UEFA EURO 2020 le programme «Football pour l'Amitié» a pris l'initiative de créer un centre de presse international des enfants avec de jeunes journalistes du programme «Football pour l'Amitié» de 11 pays hôtes du Championnat.
Les jeunes journalistes ont reçu une formation dans l'École des Neufs Valeurs du programme «Football pour l'Amitié». Outre les valeurs, les cours ont porté sur les tendances contemporaines du journalisme sportif et mobile.

## Le premier trophée NFT au monde pour le meilleur but du Championnat de l'UEFA EURO 2020
En mai 2021 l'UEFA a annoncé le parrainage de Gazprom lors de EURO 2020 et EURO 2024. Les modalités de la coopération ont compris la présentation du prix pour l'auteur du meilleur but de l'UEFA EURO 2020 réalisé pour la première fois sous la forme d'un trophée NFT.
Le prototype physique du prix a été créé par l'artiste russe Pokras Lampas sur le stand de Gazprom dans la fanzone de Saint-Pétersbourg sur la place Konyushennaya comme une installation artistique de 432 de ballons de foot avec des ornements calligraphiés.
Le trophée numérique comprend des noms cryptés du Championnat de l'UEFA EURO 2020, de Gazprom, du programme international social pour les enfants «Football pour l'amitié» et des Neufs Valeurs promues par ce programme, dont l'amitié, l'égalité, la justice, la santé, le paix, la loyauté, la victoire, les traditions et l'honneur.
Le 27 juin l'installation artistique a cessé d'exister comme un objet réel et est devenue un trophée NFT. Tous les ballons de foot ont été distribués dans 11 villes hôtes du Championnat d'Europe de football 2020.
Le 15 octobre lors de la cérémonie de remise des prix on a donné ce trophée numérique à Patrik Schick, le footballeur qui a marqué le meilleur but du Championnat de l'UEFA EURO 2020. L'hologramme du prix a été exhibé dans le siège de l'UEFA (Nyon, Suisse) et celui de Gazprom (Saint-Pétersbourg, Russie).

## Prix international du «Football pour l'Amitié»
Le prix International du «Football pour l'Amitié» vise à révéler toutes les idées possibles pour pratiquer du sport, enseigner aux jeunes footballeurs, coopérer dans le domaine du football pour enfants et à promouvoir ces idées dans le monde entier. L'objectif de ce Prix est d'attirer l'attention aux questions du développement du football pour enfants dans le contexte de la numérisation globale et de former une communauté de personnes qui partagent les mêmes idées et développent ces domaines.

## Académie internationale du «Football pour l'Amitié» pour les entraîneurs
L'Académie internationale du «Football pour l'Amitié» représente une plate-forme educative gratuite en ligne qui est disponible en différentes langues et comprend une série d'exercices pratiques visant à améliorer des compétences des entraîneurs des équipes juniors et des sections football, ainsi que des profs d'EPS. Le cours de l'Académie se base sur des connaissances, des conseils pratiques et des recommandations cherchant à organiser des entraînements, promouvoir des valeurs de la vie saine et active, ainsi que respecter des cultures et nationalités différentes parmi les jeunes joueurs. Le cours de formation a été élaboré par les auteurs des programmes educatifs humanitaires et sportifs du projet «Football pour l'Amitié», c'est-à-dire par les responsables du processus éducatif et les entraîneurs de l'académie de FC Barcelone, les experts des programmes humanitaires de la FIFA.

## Camp International d'Amitié
Il s'agit du programme éducatif dans le cadre duquel les participants au «Football pour l'Amitié» s'entraînent et travaillent en équipe sous la direction des mentors professionnels du Camp. L'initiative aide les enfants à s'entendre non seulement sur le terrain de football, mais dans la réalité, à développer une stratégie et à sentir le soutien de leurs coéquipiers. L'École des Neufs Valeurs fait partie du Camp. Les jeunes participants y apprennent les valeurs du programme et les moyens de les utiliser sur le terrain de foot et dans la vraie vie.

## Initiative environnementale
Depuis 2016, chaque année, le programme «Football pour l'Amitié» organise l'Initiative environnementale. Les jeunes participants au programme ont ouvert le «Jardin de l'Amitié» dans le parc di Trenno à Milan où chacune des 32 équipes internationales a planté son propre arbre. Le trente-troisième arbre a été planté par des enfants handicapés de la Fondation Don Carlo Gnocchi.
En 2018 les jeunes ambassadeurs du programme ont attiré l'attention du public sur les animaux menacés d'extinction. Chaque année les Équipes Internationales de l'Amitié portent le nom des espèces d'animaux rares et menacées d'extinction. En 2018 pendant les activités finales à Moscou on a organisé des itinéraires verts pour les jeunes participants en utilisant des bus à gaz naturel.
En 2020 les jeunes participants du programme ont organisé le webinaire F4F Speaks for Nature consacré à la protection de l'environnement dans le cadre de la Journée mondiale de l'environnement établie par l'ONU.
En 2021 les jeunes participants ont raconté comment chacun de nous pouvait aider la planète tous les jours et ont lancé le défi Small Steps to Save the Planet.

## Stimulateur de football multijoueur F4F World
La plate-forme numérique spéciale, créée pour le programme «Football pour l'Amitié», a réuni des joueurs de tous les âges de 211 pays et régions et est dévenue la base pour des compétitions internationales, ainsi que le terrain de jeu où tout le monde peut s'entraîner, faire partie des équipes internationales mixtes et jouer à son jeu préféré au format du «Football pour l'Amitié» sans quitter la maison.

## Activités des participants entre les saisons
Les jeunes footballeurs du programme Le Football pour l'Amitié participent à divers événements en dehors de la saison officielle. En mai 2013, des joueurs du club de football junior de Maribor (Slovénie) ont joué un match amical de charité avec des enfants cambodgiens. Le 14 septembre 2014 à Sotchi, les participants russes au programme se sont entretenus avec Vladimir Poutine lors de la réunion entre le président de la fédération de Russie et le président de la FIFA, Sepp Blatter. En juin 2014, le président français, François Hollande, a invité l'équipe Taverni, membre du programme Le Football pour l'Amitié, à l'Élysée pour regarder le match de la Coupe du Monde de la FIFA 2014 entre la France et le Nigeria. En avril 2016, Yuri Vashchuk, ambassadeur du programme Le Football pour l'Amitié 2015, a rencontré l'homme le plus fort de Biélorussie, Kirill Shimko, ainsi de jeunes footballeurs du BATE FC pour partager leur expérience de participation au projet. Yuri Vashchuk a offert à Kirill Shimko un bracelet de l'Amitié symbolique, lui passant ainsi le relais pour la promotion des idéaux d'amitié, de justice et de mode de vie sain du projet.

## Prix et récompenses
En 2021 le programme «Football pour l'Amitié» a reçu plus de 60 prix nationaux et internationaux en matière de responsabilité sociale, sport et communications, y compris trois titres GUINNESS WORLD RECORDS ™ pour la session d'entraînement de football la plus multinationale de l'histoire, le plus grand nombre d'utilisateurs participant à l'activité de football en ligne et le plus grand nombre d'utilisateurs dans le stade virtuel Parmi les autres prix on peut nommer SABRE Awards dans la catégorie «Responsabilité Sociale des Entreprises» (États-Unis), Gold Quill Awards dans la catégorie «Meilleur projet social de la planète» (États-Unis), «Archer d'Argent» du Grand-Prix (Russie), IPRA Awards dans la catégorie «Meilleure campagne pour les ODD de l'ONU» (Royaume-Uni), Prix mondial ICCO dans la catégorie «Communications interculturelles» (Royaume-Uni) et d'autres.
En 2020 l'Académie Internationale du «Football pour l'Amitié» pour les entraîneurs a reçu le prix PRNEWS' Platinum PR Awards (États-Unis), et en 2021 les émissions sur YouTube «Stadium is where I am» et «The Good news» organisées par des enfants au début de la pandémie pour soutenir des gens dans le monde entier ont reçu le prix dans la catégorie «Meilleur chaîne YouTube».